# Mont Gusuku
Le mont Gusuku (城山, Gusuku-yama) est une montagne culminant à 172 m d'altitude sur Ie-jima, dans le village de Ie de la préfecture d'Okinawa au Japon.

## Toponymie
La lecture traditionnelle en japonais du nom est « Shiro-yama ». Cependant, en okinawaïen, le nom est prononcé « Gusuku-yama ». La signification de 城 dans les deux langues est « château ». Localement, la montagne est parfois appelée Tatchū (タッチュー).

## Géographie

### Situation, topographie

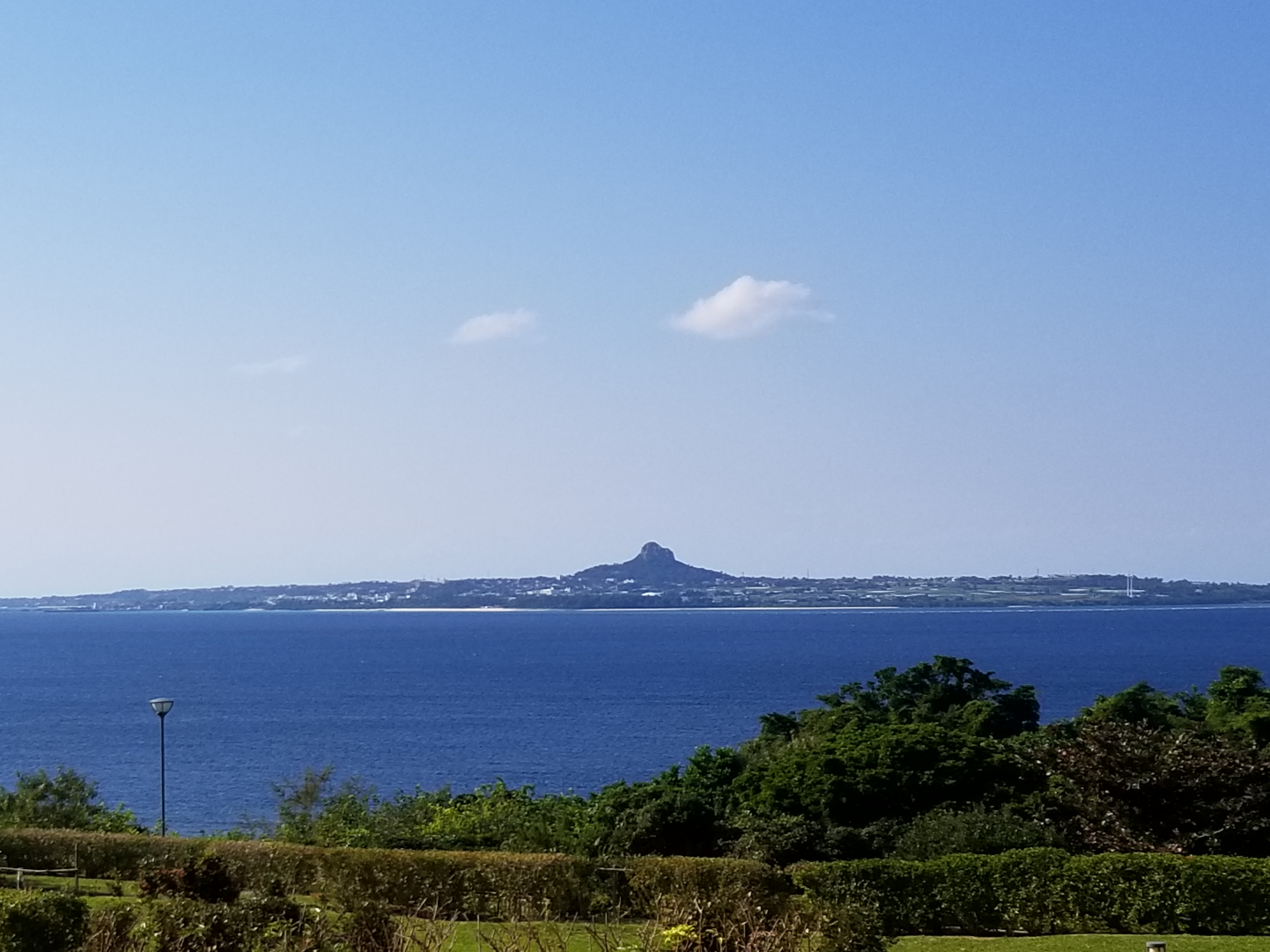
Vue de l'île Ie avec le mont Gusuku s'élevant nettement au-dessus de l'horizon.

Situé au nord-est de l'archipel d'Okinawa, c'est le point le plus élevé de l'île,. En raison de sa forme conique distinctive, le mont Gusuku est considéré un symbole de Ie-jima.
Le mont, qui s'élève distinctement à l'est de l'île, est clairement visible de l'île principale d'Okinawa et dans la mer de Chine orientale. Le contour du mont Gusuku se voit nettement à partir de la péninsule de Motobu sur l'île d'Okinawa et de l'île Sesoko. La montagne a toujours servi de point de repère nautique et apparaît sur les cartes marines japonaises depuis l'époque médiévale,,.

### Géologie
Le mont Gusuku est plus âgé de 70 millions d'années que le reste de Ie-jima. La montagne s'est formée par un phénomène de ripage unique : un niveau plus âgé de substratum rocheux a été déplacé par un plus récent pour former un mélange des deux.

## Religion
Le mont Gusuku est un site sacré dans la religion des îles Ryūkyū. Un utaki, ou sanctuaire de la religion Ryūkyū, est situé à mi-chemin vers le sommet de la montagne et le sentier menant au sanctuaire passe sous son torii. Historiquement, l'utaki du mont Gusuku a servi de lieu de prières pour la sécurité des voyages en mer et des récoltes,.